# أنخيل باريوس
أنخيل باريوس (بالإسبانية: Ángel Barrios)‏ هو عازف الغيتار الكلاسيكي وملحن إسباني، ولد في 4 يناير 1882 في غرناطة في إسبانيا، وتوفي في 17 نوفمبر 1964 في مدريد في إسبانيا.

## وصلات خارجية
- أنخيل باريوس على موقع ميوزك برينز (الإنجليزية)
- أنخيل باريوس على موقع ديسكوغز (الإنجليزية)